# Jarzé Villages
Jarzé Villages – gmina we Francji, w regionie Kraj Loary, w departamencie Maine i Loara. W 2013 roku liczba ludności wynosiła 2722 mieszkańców.
Gmina została utworzona 1 stycznia 2016 roku z połączenia czterech wcześniejszych gmin: Beauvau, Chaumont-d’Anjou, Jarzé oraz Lué-en-Baugeois. Siedzibą gminy została miejscowość Jarzé.